# 克里斯托弗·紐波特大學

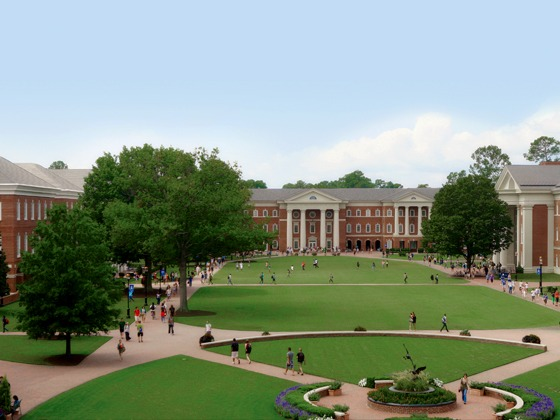
大學校區

克里斯托弗新港大學（Christopher Newport University，縮寫：CNU）或譯克里斯托弗纽波特大学，是一所位于美国弗吉尼亞州紐波特紐斯的公立大学，2015年《美國新聞與世界報道》將其列在“南部地區大學”排名中的第17位。
該大學在1960年設立，1961年正式開學，是弗吉尼亞最年輕的的綜合型大學之一。該機構以英國弗吉尼亞公司蘇珊康斯坦號船長克里斯托弗·紐波特（1561–1617）之名命名。

## 外部連結
- 官方网站
- 官方體育網站 （页面存档备份，存于）
- WCNU電台

37°03′50″N 76°29′39″W / 37.06381°N 76.49420°W